# Antoni Śmigiel

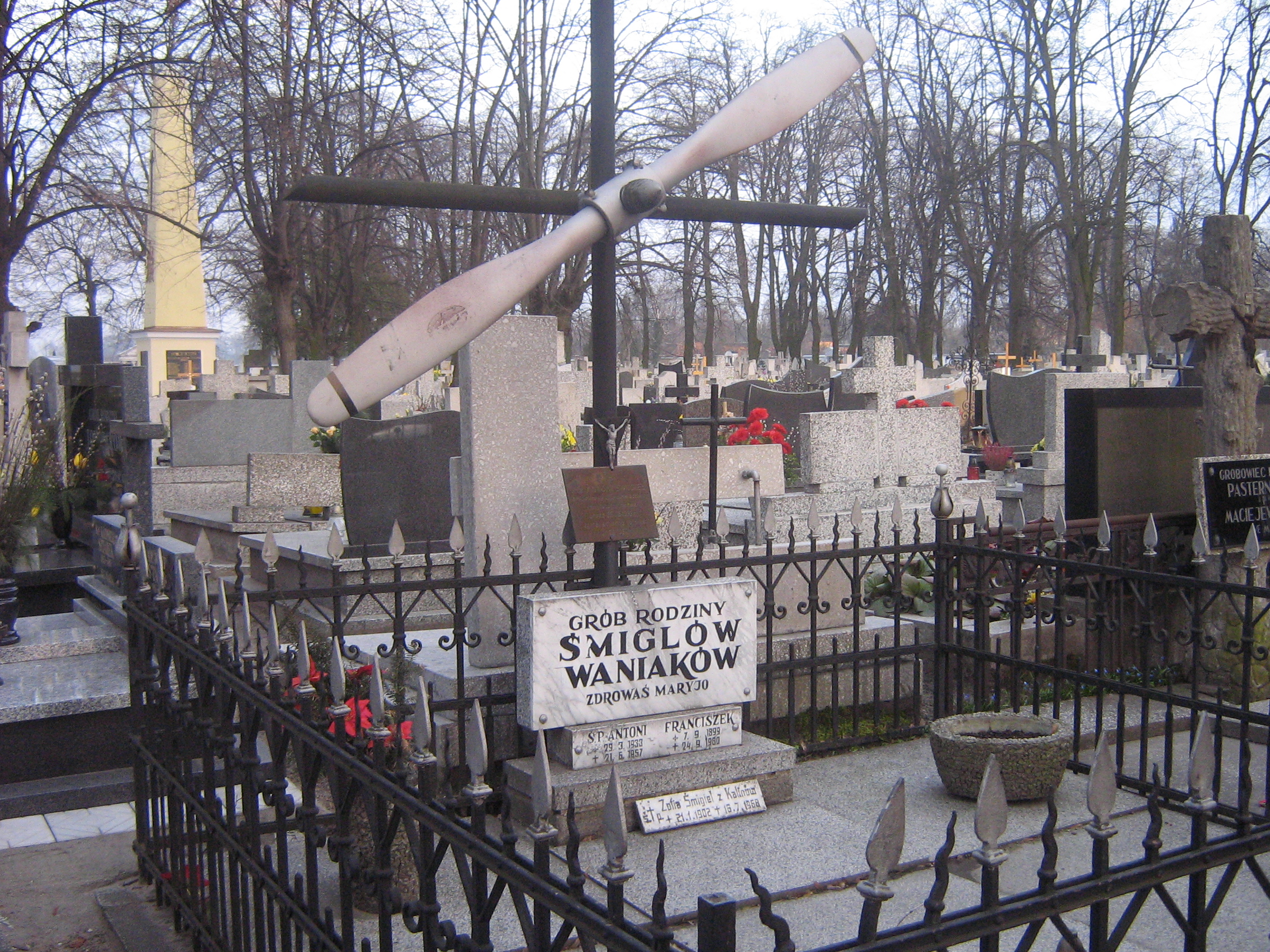
Grób rodzinny Inż. Antoniego Śmigla

Antoni Śmigiel (ur. 29 marca 1933 w Ostrowie Wielkopolskim, zm. 21 czerwca 1957 w Warszawie) – polski inżynier, śmigłowcowy pilot doświadczalny Instytutu Lotnictwa, pilot szybowcowy. 

## Życiorys
Syn Franciszka i Zofii z domu Kalina. Uczył się w Szkole Podstawowej im. Ewarysta Estkowskiego w Ostrowie Wielkopolskim, był członkiem Ligi Lotniczej. W 1949 roku został członkiem Aeroklubu Ostrowskiego i rozpoczął szkolenie szybowcowe, spadochronowe i samolotowe. W 1950 roku zdobył Srebrną i Złotą Odznakę Szybowcową, była to szósta w Polsce (i trzecia po wojnie) złota odznaka. Był też najmłodszym w Europie posiadaczem tej odznaki. 22 września wykonał przelot docelowy na trasie Ostrów-Węgrów Mazowiecki i zdobył pierwszy diament do Złotej Odznaki Szybowcowej. Kolejny diament, za osiągnięcie 7000 metrów przewyższenia, zdobył w tym samym roku. 
Uczył się w I Gimnazjum i Liceum Męskim w Ostrowie Wielkopolskim, gdzie w 1951 roku zdał egzamin maturalny. Był studentem Wydziału Lotniczego Politechniki Wrocławskiej, a po likwidacji wydziału wrocławskiego studia dokończył w Warszawie. Studia ukończył w 1955 roku i uzyskał tytuł inżyniera lotnictwa. Został zatrudniony w Głównym Instytucie Lotnictwa w Warszawie jako pilot doświadczalny.
6 lipca 1953 roku zdobył trzeci diament za lot docelowy Poznań-Kielce na dystansie 320 kilometrów i jako 21. pilot szybowcowy na świecie (10. pilot w Polsce) zdobył Diamentową Odznakę Szybowcową. W tym samym roku otrzymał nominację na Mistrza Sportu w szybownictwie.
W pilotażu śmigłowcowym został wyszkolony w roku 1956 w Świdniku w grupie pierwszych dziesięciu pilotów śmigłowcowych w Polsce (instruktor pil. Tadeusz Papajski). W 1957 roku podjął się prowadzenia prób badawczych projektowanego śmigłowca JK-1 Trzmiel o nietypowym, odrzutowym napędzie łopat wirnika. 
21 czerwca 1957 roku podczas badań na stanowisku naziemnym doszło do oderwania się jednego z wirujących razem z łopatami silników strumieniowych. Niezrównoważona siła odśrodkowa doprowadziła do całkowitego zniszczenia śmigłowca. Inż. Antoni Śmigiel zginął na miejscu, rannych było kilka osób, w tym obserwujący z bliska próbę mgr inż. Bronisław Żurakowski i mechanik Instytutu Lotnictwa Wacław Gipsiak.
Antoni Śmigiel został pochowany w Ostrowie Wielkopolskim przy ulicy Limanowskiego.

## Upamiętnienie
W rodzinnym mieście inż. Śmigla w podziękowaniu za zasługi dla lotnictwa nadano nazwę jednej z ulic noszącą jego imię i nazwisko, jest także uznanym za jedną z wybitnych osobistości (absolwentów) I LO w Ostrowie Wielkopolskim mieszczącego się przy ulicy Gimnazjalnej.